# 函館競輪場
函館競輪場（はこだてけいりんじょう）は、北海道函館市にある競輪場。施設所有および主催は函館市。競技実施はJKA東日本地区本部北日本競技部。電話投票における競輪場コードは11#。実況担当は池田牧人。

## 概要
1950年4月1日、旧・柏野錬兵場跡に建設した公営競輪場である。施設に遅れて同年4月10日に函館市の組織として競輪部が組織され、同年6月29日に第1回が開催された。当時市の財政問題解消を目的として競輪場建設ブームの中、全国47番目に開設された競輪場である。本場としての開催期間は4月から10月まで。1991年（平成3年）1月13日より冬季（12月 - 2月）はバンクフィールドに氷をはり函館市民スケート場として利用している。
1950年8月19日に函館駅前の繁華街、大門のグリーンベルトに音羽町場外車券売場（松風町2番地）を1951年8月26日に当時の市立函館保健所内（当時の西川町1番地）に十字街場外車券売場、1952年9月9日に札幌場外車券売場が開設された。
1985年7月7日からは「サマータイム競輪」と名付けられた薄暮競走が実施され、1998年7月8日からはナイター競走である「スターライトレース」に移行した。いずれも競輪場としては全国で初めて採用した。2019年4月14日からはミッドナイト競輪を開催している。なお、2024年より一部開催をいわき平競輪場を借り上げてミッドナイトを開催している。
過去には1992年・1993年・2001年・2004年・2007年にはふるさとダービーが、2006年・2010年・2015年・2021年・2023年にはサマーナイトフェスティバルが、2012年には当地初のGIかつ北海道初の公営競技の最高グレードの競走となる高松宮記念杯競輪が、2025年にはナイター開催としてオールスター競輪が、それぞれ開催された。
記念競輪（GIII）は夏季に開催され、2006年までは『いさり火杯争奪戦』・2008年からは『黒船杯争奪戦』の名称で行われてきた（2007年はふるさとダービー開催のため開催せず）が、2010年より名称を『五稜郭杯争奪戦』に変更している（2012年は高松宮記念杯競輪、2025年はオールスター競輪の開催のため開催せず）。なお2020年は、COVID-19の流行と緊急事態宣言の対象地区に入っている関係で開催中止となった。また現役時代に函館を中心として活躍し、オールスター競輪で兄弟ワンツーを成し遂げた藤巻昇・藤巻清志兄弟を称え『藤巻兄弟杯争奪戦』が開催されている。
2004年7月からはA級ツイントーナメントで前半戦｢ファーストステージ｣・後半戦｢セカンドステージ｣を実施していたが、2005年6月24日をもって終了した。
2008年5月28日から、重勝式車券「Kドリームス」の発売を会員制サイトにおいて開始しており（本場や競輪場外車券売場において購入することはできない）、2010年5月29日にはBIG DREAMにおいて1億5978万7340円（当日の第9R - 最終第12Rまでを全的中）という高配当が出現した。
以前は記念・ガールズを除く各レースの1番車に、競走得点トップの選手を置いている特徴があった（2017年9月現在）。
入場料は無料で、特別観覧席利用料は400円。
マスコット兼PRキャラクターはクマの「りんりん」（1990年に公募で命名）と「ぷりりん」（2007年から）。
2000年には、函館競輪テーマ曲として、「放つ感情」がグランプリを受賞した。
函館市の「避難所」に指定されており、大規模地震の発生時は駐車場が避難所として利用される。
2016年より、北海道のガールズケイリン選手を育成するプロジェクト「ホワイトガールズプロジェクト」を立ち上げており、114期の寺井えりか、三尾那央子（いずれも引退）を始めとして、124期までで7名がプロデビューを果たしている。

### トータリゼータシステム
トータリゼータシステムは従来日本ベンダーネットであったが、2010年度より集計システムは当場の包括委託業者である日本トーターに切り替わった。ICカードを利用した『eスマート倶楽部』システムでの車券販売も開始された。同システムの導入は山陽オートレース場に続き2場目。また日本トーターが運営している『Gamboo』が2013年2月8日より「GambooBETターミナル」を設置したことにより重勝式のKドリームスとDokanto!が購入できるようになった。
なお、2021年度より委託先がトータリゼータエンジニアリング株式会社に変更された。その関係で再び機器更新して、現在は富士通フロンテックを採用している。その関係で、eスマート倶楽部のサービスは終了となった。

### 年表
- 1950年（昭和25年）
  - 4月1日 - 競輪場完成
  - 4月10日 - 函館市競輪部が組織される
  - 6月29日 - 第1回が開催される
  - 8月19日 - 音羽町場外車券売場開設
- 1951年（昭和26年）8月26日 - 十字街車券売場開設
- 1952年（昭和27年）9月9日 - 札幌場外車券売場開設
- 1991年（平成3年）1月 - バンクフィールド内に「函館市民スケート場」開設

## バンクの特徴
1周400m。マッコーネル曲線。特にクセのない標準的なバンクで、脚質による有利不利は少ない。しかし1センター側が海岸に近いため、海風による影響がある。
なお走路の外側にはポリカーボネート（透明板）が設置されているが、3コーナーから4コーナーにかけては通常の金網が使われている。

## アクセス
- 函館市企業局交通部（路面電車、函館市電）で函館駅前停留場から約21分の深堀町停留場で下車、徒歩15分。
- 函館バスで函館駅前バスターミナルから約15分の「競輪場通」停留所で下車。
  - 以前は、近隣のバス停で下車し競輪場に向かう場合は『eスマート倶楽部』のポイントによる150円分のキャッシュバックがあった。
- 無料送迎バス（2016年4月現在）
  - 十字街 - 函館駅（JR北海道）函館駅前7番のりば - 五稜郭 - 深堀町  - 競輪場（日中開催往路3本・ナイター開催往路1本。復路あり）
  - 湯浜町 - 湯の川温泉 - 湯の川温泉電停前 - 市民会館・函館アリーナ前 - 競馬場前 - 深堀町 - 競輪場（ナイター開催往路1本のみ）
  - 昭和営業所 - 亀田支所前 - 神山通 - 花園町 - 湯の川温泉電停前 - 市民会館・函館アリーナ前 - 競馬場前 - 深堀町 - 競輪場（往路1本・復路あり）
- タクシーで函館駅から約10分、函館空港から約20分。

## 場外車券売場
- サテライト札幌（旧「札幌サイクルセンター」） - 札幌市中央区南6条西1丁目1-1
- サテライト石狩 - 石狩市新港南2丁目729
- サテライト男鹿 - 秋田県男鹿市船越内子294-1055

### かつてあった場外車券売場
- 十字街場外車券売場 - かつて函館市豊川町にあった場外車券売場。1951年8月26日、市民館をリニューアルして設置された市立函館保健所の建物内に開設された。1953年4月3日末広町35番地（現・末広町9番地）に移転、1962年9月30日廃止された。
- サテライト旭川 - 2011年9月17日より旭川レーシングセンター（ホッカイドウ競馬場外発売所）内に併設していたが、2012年10月1日[注 5]をもって車券の販売を終了し閉鎖された。
- サテライト松風（旧「松風町サービスセンター」） - 函館市松風町10-9にあったが、2025年3月31日をもって車券の販売を終了し閉鎖された[12]。

## 歴代記念競輪優勝者
| 年     | 優勝者     | 登録地   |
| ------ | ---------- | -------- |
| 2002年 | 小野俊之   | 大分     |
| 2003年 | 伏見俊昭   | 福島     |
| 2005年 | 荒井崇博   | 佐賀     |
| 2006年 | 手島慶介   | 群馬     |
| 2008年 | 海老根恵太 | 千葉     |
| 2009年 | 海老根恵太 | 千葉     |
| 2010年 | 渡邉一成   | 福島     |
| 2011年 | 伏見俊昭   | 福島     |
| 2013年 | 成田和也   | 福島     |
| 2014年 | 明田春喜   | 北海道   |
| 2015年 | 武田豊樹   | 茨城     |
| 2016年 | 新山響平   | 青森     |
| 2017年 | 新田祐大   | 福島     |
| 2018年 | 和田健太郎 | 千葉     |
| 2019年 | 新山響平   | 青森     |
| 2020年 | 開催中止   | 開催中止 |
| 2021年 | 松浦悠士   | 広島     |
| 2022年 | 瓜生崇智   | 熊本     |
| 2023年 | 嘉永泰斗   | 熊本     |
| 2024年 | 古性優作   | 大阪     |
| 2026年 |            |          |

※1節4日間制開催となった、2002年4月以降の歴代記念競輪優勝者を列記。

### その他のG3
| 年     | 種別       | 開催名称                 | 優勝者   | 登録地 |
| ------ | ---------- | ------------------------ | -------- | ------ |
| 2018年 | ナイターG3 | スターライトクラウン     | 南潤     | 和歌山 |
| 2020年 | ナイターG3 | 函館ミリオンナイトカップ | 鈴木庸之 | 新潟   |
| 2022年 | ナイターG3 | 函館ミリオンナイトカップ | 坂本貴史 | 青森   |
| 2024年 | ナイターG3 | 函館ミリオンナイトカップ | 阿部将大 | 大分   |